# Leptosynanceia asteroblepa
Leptosynanceia asteroblepa là danh pháp khoa học của một loài cá trong chi Leptosynanceia của họ Cá mao mặt quỷ (Synanceiidae), bản địa vùng nước ngọt và nước mặn Đông Nam Á (Đông Dương, Myanmar, Malaysia, Indonesia) và New Guinea. Nó có thể phát triển tới chiều dài 23 xentimét (9,1 in). Loài cá này có nọc độc, có thể gây ra những vết thương rất đau đớn hoặc thậm chí có thể gây tử vong trong khoảng 1-2 giờ.